# NetConnect Germany
NetConnect Germany GmbH & Co. KG (NCG) mit Sitz in Ratingen war bis zum 1. Oktober 2021 zusammen mit Gaspool einer der zwei Marktgebietsverantwortlichen auf dem deutschen Erdgasmarkt.

## Hintergrund
Marktgebietsverantwortliche sind Gemeinschaftsunternehmen mehrerer unabhängiger Fernleitungsnetzbetreiber. Die Gasnetzbetreiber Open Grid Europe (ehemals E.ON Gastransport) und Bayernets legten ihre jeweiligen H-Gas-Marktgebiete zum 1. Oktober 2008 zusammen und realisierten damit die erste überregionale Marktgebietskooperation in Deutschland; zu diesem Zweck wurde die Gesellschaft NetConnect Germany gegründet. Die Aufgaben der Gesellschaft sind das Bilanzkreismanagement, die Bereitstellung und Betrieb eines Virtuellen Handelspunktes, das Regelenergiemanagement sowie die Bereitstellung einer webbasierten Marktgebiets-Informationsplattform zur Einsicht von unter anderem Abrechnungs- und Regelenergiedaten. Als Marktgebietsverantwortlicher stellt NetConnect Germany die operative Abwicklung der Marktgebietskooperation sicher.
Ursprünglich hielten Bayernets 25,1 % und Open Grid Europe 74,9 % der Gesellschaftsanteile. Von Gründung an war es aber Absicht, weitere Kooperationspartner bzw. Gesellschafter aufzunehmen. Zum 1. Oktober 2009 wurde das Marktgebiet NetConnect Germany um die H-Gas Marktgebiete der Fluxys TENP, GRTgaz Deutschland und terranets bw erweitert.
Mit der Zusammenlegung der Marktgebiete Open Grid Europe L-Gas, Thyssengas H-Gas, Thyssengas L-Gas mit dem bisherigen H-Gas Marktgebiet NetConnect Germany zum 1. April 2011 entstand schließlich das erste qualitätsübergreifende Marktgebiet in Deutschland. Seither sind somit neben Open Grid Europe und Bayernets folgende Netzbetreiber Gesellschafter in NetConnect Germany: Fluxys TENP, GRTgaz Deutschland, Terranets BW und Thyssengas. NetConnect Germany ist somit das größte deutsche Marktgebiet mit einem Hochdruckleitungssystem mit Gesamtlänge von rund 20.000 Kilometern und verbindet mehr als 500 nachgelagerte Verteilnetze, überwiegend in West- und Süddeutschland.
2018 teilten Gaspool und Netconnect mit, ihre Marktgebiete zum 1. Oktober 2021 zusammenzulegen. Hierzu sind beide Unternehmen nach der neuen Gasnetzzugangsverordnung verpflichtet. Im April 2021 wurde in Berlin der Fusionsvertrag unterzeichnet, durch den die beiden Marktgebiete Gaspool und NetConnect Germany zum Marktgebiet Trading Hub Europe (THE) zusammengelegt werden, THE gilt als einer der liquidesten Gashandelsplätze Europas.